# Hedong (sockenhuvudort i Kina, Qinghai Sheng, lat 36,05, long 101,46)
Hedong (kinesiska: 河东, 河东乡, 马家西) är en sockenhuvudort i Kina. Den ligger i provinsen Qinghai, i den nordvästra delen av landet, omkring 71 kilometer sydväst om provinshuvudstaden Xining. Antalet invånare är 13 323. Befolkningen består av 6 534 kvinnor och 6 789 män. Barn under 15 år utgör 20,0 %, vuxna 15-64 år 72 %, och äldre över 65 år 7,0 %.
Runt Hedong är det ganska glesbefolkat, med 29 invånare per kvadratkilometer. Närmaste större samhälle är Donggou, 16,4 km söder om Hedong. Trakten runt Hedong består i huvudsak av gräsmarker.
Genomsnittlig årsnederbörd är 514 millimeter. Den regnigaste månaden är juli, med i genomsnitt 120 mm nederbörd, och den torraste är december, med 2 mm nederbörd.